# Hude Ravne
Hude Ravne so naselje v Občini Litija.